# Walter Metzner
Walter Metzner (* 21. Juli 1961 in München) ist ein deutscher Festkörperphysiker, der sich mit der Lösung quantenmechanischer Vielteilchenprobleme befasst, insbesondere im Kontext stark korrelierter Elektronen in Metallen und Supraleitern.
Metzner studierte von 1981 bis 1987 an der Technischen Universität München Physik und wurde 1989 an der Rheinisch-Westfälischen Technischen Hochschule in Aachen bei Dieter Vollhardt promoviert (Dissertation: Correlated Lattice Fermions in high dimensions). Als Post-Doktorand war er bei Carlo Di Castro und Claudio Castellani in Rom, sowie bei Duncan Haldane an der Princeton University. 1995 habilitierte er sich an der RWTH Aachen (Habilitationsschrift: Normal Phases of Interacting Fermi Systems). 1996 wurde er Außerordentlicher Professor an der Ludwig-Maximilians-Universität München und 1998 Ordentlicher Professor an der RWTH Aachen. Seit 2001 ist er Direktor am Max-Planck-Institut für Festkörperforschung in Stuttgart. Er leitet dort die Abteilung für quantenmechanische Vielteilchentheorie.
Metzner legte mit Dieter Vollhardt die Grundlagen für die Dynamical Mean Field Theory (DMFT), eine dynamische Molekularfeldtheorie für stark korrelierte elektronische Systeme, die aus ihren Vorarbeiten von Antoine Georges und Gabriel Kotliar weiterentwickelt wurde. Außerdem ist er maßgeblich an der Entwicklung funktionaler Renormierungsgruppenmethoden für korrelierte Fermi-Systeme beteiligt.
2006 erhielt Metzner mit Antoine Georges, Gabriel Kotliar und Dieter Vollhardt den CMD Europhysics Prize der European Physical Society für die Entwicklung der Dynamical Mean Field Theory. 1991 erhielt er den Physik-Preis der Akademie der Wissenschaften in Göttingen und 1995 den Gustav-Hertz-Preis der Deutschen Physikalischen Gesellschaft.

## Schriften
- mit D. Vollhardt: Ground-state properties of correlated fermions - exact analytic results for the Gutzwiller wave function, Phys. Rev. Lett., Band 59, 1987, S. 121
- mit D. Vollhardt: Correlated lattice fermions in d=infinity dimensions, Phys. Rev. Lett., Band 62, 1989, S. 324
- mit C. Halboth: Renormalization group analysis of the two-dimensional Hubbard model, Phys. Rev. B, Band 61, 2000, S. 7364
- mit C. Halboth: d-wave superconductivity and Pomeranchuk instability in the two-dimensional Hubbard model, Phys. Rev. Lett., Band 85, 2000, S. 5162
- mit M. Salmhofer, C. Honerkamp, V. Meden, K. Schönhammer: Functional renormalization group approach to correlated fermion systems, Rev. Mod. Phys., Band 84, 2012, S. 299